# Società Sportiva Napoli 1944
Questa pagina intende raccogliere tutti i dati relativi ai risultati del Napoli nelle competizioni ufficiali della stagione 1944.

## Stagione
Nel maggio del 1944, Arturo Collana, Savarese, Enrico Marcucci, Luigi Lonardi, Giuseppe e Francesco Caputo e Giovanni Re, fondarono la Società Sportiva Napoli, che partecipò alla Coppa della Liberazione, ma da cui si ritirò per il divario tecnico superiore rispetto alle altre partecipanti.

Il 19 gennaio 1945 la società si fuse con la Società Polisportiva Napoli da cui nacque l'Associazione Polisportiva Napoli.

## Organigramma societario
Area direttiva
- Presidente:
- Vice presidente:

Area tecnica
- Allenatore:

## Rosa
| N. |                   | Ruolo | Calciatore         |
| -- | ----------------- | ----- | ------------------ |
|    | Italia (bandiera) | P     | Ivano Corghi       |
|    | Italia (bandiera) | P     | Silvano Pipan      |
|    | Italia (bandiera) | D     | Flavio Maneo       |
|    | Italia (bandiera) | D     | Ferdinando Pastore |
|    | Italia (bandiera) | D     | Pozzo              |
|    | Italia (bandiera) | D     | Mario Pretto       |
|    | Italia (bandiera) | D     | Mario Rosi         |
|    | Italia (bandiera) | C     | De Giovanni        |

| N. |                   | Ruolo | Calciatore         |
| -- | ----------------- | ----- | ------------------ |
|    | Italia (bandiera) | C     | Busani II          |
|    | Italia (bandiera) | C     | Egidio Di Costanzo |
|    | Italia (bandiera) | C     | Guglielmo Glovi    |
|    | Italia (bandiera) | C     | Luigi Rosellini    |
|    | Italia (bandiera) | A     | Umberto Busani     |
|    | Italia (bandiera) | A     | Giuseppe Gerbi     |
|    | Italia (bandiera) | A     | Giovanni Venditto  |

## Risultati

### Coppa della Liberazione

#### Girone di andata
| Bagnoli 25 giugno 1944, ore CEST 1ª giornata | Ilva Bagnolese | 0 – 2 | Napoli | Campo ILVA |

| Torre Annunziata 2 luglio 1944, ore CEST 2ª giornata | Torrese | 2 – 4 | Napoli | Campo Formisano |

| Napoli 9 luglio 1944, ore CEST 3ª giornata | Napoli | 10 – 0 | Angri | Campo ILVA |

#### Girone di ritorno
| Caserta 16 luglio 1944, ore CEST 4ª giornata | Napoli | – | Ilva Bagnolese | Campo ILVA |

| Napoli 23 luglio 1944, ore CEST 5ª giornata | Napoli | – | Torrese | Campo ILVA |

| Angri 3 settembre 1944, ore CEST 6ª giornata | Angri | – | Napoli |  |

## Statistiche

### Statistiche di squadra
| Competizione            | Punti | In casa | In casa | In casa | In casa | In casa | In casa | In trasferta | In trasferta | In trasferta | In trasferta | In trasferta | In trasferta | Totale | Totale | Totale | Totale | Totale | Totale | M.I. |
| Competizione            | Punti | G       | V       | N       | P       | Gf      | Gs      | G            | V            | N            | P            | Gf           | Gs           | G      | V      | N      | P      | Gf     | Gs     | M.I. |
| ----------------------- | ----- | ------- | ------- | ------- | ------- | ------- | ------- | ------------ | ------------ | ------------ | ------------ | ------------ | ------------ | ------ | ------ | ------ | ------ | ------ | ------ | ---- |
| Coppa della Liberazione | 6     | 1       | 1       | 0       | 0       | 10      | 0       | 2            | 2            | 0            | 0            | 6            | 2            | 3      | 3      | 0      | 0      | 16     | 2      | +4   |
| Totale                  | 6     | 1       | 1       | 0       | 0       | 10      | 0       | 2            | 2            | 0            | 0            | 6            | 2            | 3      | 3      | 0      | 0      | 16     | 2      | +4   |

### Andamento in campionato
| Giornata  | 1 | 2 | 3 | 4 | 5 | 6 |
| --------- | - | - | - | - | - | - |
| Luogo     | T | T | C | C | C | T |
| Risultato | V | V | V |   |   |   |
| Posizione | 1 | 1 | 1 |   |   |   |

Legenda:

Luogo: C = Casa; T = Trasferta. Risultato: V = Vittoria; N = Pareggio; P = Sconfitta.

### Statistiche dei giocatori
| Giocatore    | Campionato campano | Campionato campano |
| Giocatore    | Presenze           | Reti               |
| ------------ | ------------------ | ------------------ |
| G. Busani    | ?                  | ?                  |
| U. Busani    | ?                  | ?                  |
| G. Glovi     | ?                  | ?                  |
| F. Pastore   | ?                  | ?                  |
| S. Pipan     | ?                  | ?                  |
| M. Pretto    | ?                  | ?                  |
| L. Rosellini | ?                  | ?                  |
| M. Rosi      | ?                  | ?                  |